# Альфа Сіссоко
Альфа Сіссоко (фр. Alpha Sissoko; 7 березня 1997, Бонді, Франція) — французький футболіст малійського походження, захисник «Ле-Пюї» на правах оренди з  «Сент-Етьєна».

## Кар'єра
Є вихованцем клубів Іль-де-Франсу та Клермон-Феррана. У юнацькі роки часто змінював клуби, перші роки провів у клубах північних передмість Парижа: «Ла-Курнев», «Обервільє», «Ред Стар» та «Дрансі». В останньому відзначився виступами за команду U-17 в сезоні 2012/13, після чого його запросили до Клермон-Феррана: спочатку до клубу «Монферран», а потім до головного клубу міста «Клермон».
З 2016 року став виступати за другу команду «Клермона», а 19 вересня 2017 року дебютував за першу команду у Лізі 2 у поєдинку проти «Шатору» (2:0).
Влітку 2019 року Альфа перейшов у клуб вищого дивізіону «Сент-Етьєн». За перші півроку в клубі жодного разу не вийшов на поле та лише раз потрапив до заявки на матч. 17 січня 2020 був відданий в оренду до завершення сезону до аутсайдера Національного чемпіонату (третій дивізіон) «Ле-Пюї».